# Zespół Szkół Ogólnokształcących Mistrzostwa Sportowego im. Mikołaja Kopernika w Krakowie
Zespół Szkół Ogólnokształcących Mistrzostwa Sportowego im. Mikołaja Kopernika w Krakowie – krakowski zespół szkół mistrzostwa sportowego, w skład którego wchodzi Szkoła Podstawowa nr 75 oraz Liceum Mistrzostwa Sportowego.
Szkoła podstawowa istnieje od 1955 roku, a jako Szkoła Mistrzostwa Sportowego od 1978 roku. W związku z reformą systemu oświaty w 1999 w Zespole powołano Gimnazjum nr 8.

## Oferta dydaktyczna szkoły

### Szkoła Podstawowa
Szkoła Podstawowa nr 75 jest szkołą rejonową. Na poziomie klas I–III funkcjonuje jeden oddział z rozszerzonym pływaniem, na poziomie klas IV–VI funkcjonuje jeden oddział sportowy – pływanie.

### Liceum
Liceum Ogólnokształcące Mistrzostwa Sportowego nie posiada własnego obwodu szkolnego. Kształci młodzież uzdolnioną sportowo. Wiodącą dyscyplinami sportowymi są pływanie i kajakarstwo górskie.

## Dyrekcja szkoły
- Krzysztof Sobesto – dyrektor Zespołu Szkół Ogólnokształcących Mistrzostwa Sportowego[3]
- Monika Zelek – wicedyrektor ds. pedagogicznych
- Teresa Włodarczyk – wicedyrektor ds. pedagogicznych.

## Absolwenci szkoły na Igrzyskach Olimpijskich[4]

### Igrzyska Olimpijskie Moskwa 1980
- Magdalena Białas – pływanie
- Agnieszka Czopek – pływanie
- Małgorzata Różycka – pływanie

### Zawody Przyjaźni Moskwa 1984
- Robert Kominiak – pływanie
- Wojciech Wyżga – pływanie

### Igrzyska Olimpijskie Barcelona 1992
- Konrad Gałka – pływanie
- Igor Łuczak – pływanie
- Krzysztof Rojek – boks
- Ewa Synowska – pływanie

### Igrzyska Olimpijskie Atlanta 1996
- Konrad Gałka – pływanie
- Magdalena Grzybowska – tenis

### Igrzyska Olimpijskie Sydney 2000
- Patrycja Czepiec – koszykówka
- Otylia Jędrzejczak – pływanie
- Anna Wielebnowska – koszykówka

### Igrzyska Olimpijskie Ateny 2004
- Łukasz Drzewiński – pływanie
- Otylia Jędrzejczak – pływanie

### Igrzyska Olimpijskie Pekin 2008
- Otylia Jędrzejczak – pływanie
- Katarzyna Wilk – pływanie
- Agnieszka Radwańska – tenis

### Igrzyska Olimpijskie Londyn 2012
- Otylia Jędrzejczak – pływanie
- Katarzyna Wilk – pływanie
- Agnieszka Radwańska – tenis
- Urszula Radwańska – tenis
- Marcin Cieślak – pływanie
- Mateusz Polaczyk – kajakarstwo górskie